# Investimento peer to peer
L'investimento peer to peer (P2PI, acronimo di peer-to-peer investing) è la pratica di investire denaro in banconote emesse da mutuatari che richiedono un prestito senza passare attraverso un intermediario finanziario tradizionale e che sono sconosciute all'investitore. P2PI non deve essere confuso con il prestito Peer-to-peer (P2PL) che si occupa della parte del debitore. L'investimento avviene online tramite una società di prestito/investimento peer-to-peer. C'è un investitore individuale e un singolo mutuatario. Le banconote possono essere vendute come garanzia e quindi gli investitori possono uscire dall'investimento prima che il mutuatario ripaghi il debito.
È un metodo di finanziamento del debito che consente alle persone di prestare denaro senza utilizzare un istituto finanziario ufficiale come intermediario. Mentre P2PI rimuove gli intermediari dal processo, implica anche più tempo, sforzi e rischi rispetto agli scenari generali di prestito di mattoni e malta.

## Caratteristiche
Il prestito peer-to-peer non si adatta in modo pulito a nessuno dei tre tipi tradizionali di istituti finanziari: depositanti, investitori, assicuratori ed a volte è classificato come un servizio finanziario alternativo.
Le caratteristiche chiave del prestito peer-to-peer sono:
- è condotto per profitto
- non esiste un legame comune necessario o una relazione precedente tra istituti di credito e mutuatari
- l'intermediazione avviene da una società di prestito peer-to-peer
- le transazioni avvengono online
- i prestatori possono scegliere a quali mutuatari investire
- i prestiti non sono garantiti e non sono protetti dall'assicurazione pubblica
- i prestiti sono titoli che possono essere venduti ad altri finanziatori.

La maggior parte degli intermediari peer-to-peer fornisce i seguenti servizi:
- piattaforma di investimento online che consente ai mutuatari di attrarre istituti di credito
- sviluppo di modelli di credito per l'approvazione e la fissazione dei prezzi
- verifica dell'identità del mutuatario, conto bancario, lavoro e reddito
- eseguendo controlli del credito del mutuatario e filtrando il non qualificato
- elaborazione dei pagamenti dai mutuatari e inoltro dei pagamenti ai creditori
- prestiti per la manutenzione
- trovare nuovi prestatori e mutuatari (marketing).

## Storia
I primi prestiti peer-to-peer sono stati caratterizzati anche dalla non intermediazione e dalla dipendenza dai social network, ma queste caratteristiche hanno iniziato a scomparire. Se è vero che Internet e l'e-commerce consentono di eliminare gli intermediari finanziari tradizionali, l'emergere di nuovi intermediari ha dimostrato di risparmiare tempo e spese. Estendere il crowdsourcing a prestatori e mutuatari non familiari apre nuove opportunità.

### Stati Uniti
P2PI è una nuova opzione di investimento e, sebbene sia accettata in molti stati, in alcuni stati la Securities And Exchange Commission (SECs) non ho permesso questo tipo di prestito.

## Regolamenti
In molti paesi, sollecitare investimenti da parte del pubblico in generale è considerato illegale. Gli accordi di crowdsourcing in cui viene chiesto alle persone di fornire denaro in cambio di potenziali profitti basati sul lavoro di altri sono considerati come titoli.
Gestire i titoli finanziari è collegato al problema che riguarda la proprietà. In caso di prestiti da persona a persona, il problema di chi possiede i prestiti (note) e il modo in cui tale proprietà è trasferita tra l'originatore del prestito e il singolo prestatore/i è un problema. Una domanda sorge soprattutto quando una società di prestito peer-to-peer non si limita a collegare istituti di credito e mutuatari, ma prende in prestito denaro dagli utenti e poi li presta nuovamente. Questa attività è interpretata come una vendita di titoli. Sono necessarie due cose perché questo processo sia legale, una licenza di broker-dealer e la registrazione del contratto di investimento da persona a persona. La licenza e la registrazione possono essere ottenute presso un'agenzia di regolamentazione dei titoli come la SEC negli Stati Uniti, la Ontario Securities Commission in Ontario, Canada; l'Autorité des marchés financiers in Francia e Quebec, Canada, o la Financial Services Authority nel Regno Unito.
La SEC regola i titoli offerti dagli istituti di credito peer-to-peer statunitensi. Un recente rapporto dell'Ufficio governativo per la responsabilità pubblica degli Stati Uniti (GAO) ha esplorato il potenziale di un'ulteriore supervisione regolamentare da parte del Consumer Financial Protection Bureau (CFPB) o della Federal Deposit Insurance Corporation (FDIC). Tuttavia, nessuna delle due organizzazioni ha proposto una supervisione diretta del prestito peer-to-peer in questo momento.
Nel Regno Unito, l'ascesa di più società di credito concorrenti e problemi con i mutui subprime hanno portato a richieste di ulteriori misure legislative. Queste misure istituiscono standard minimi di capitale e controlli sui controlli del rischio per impedire prestiti a debitori più rischiosi, utilizzando prestatori senza scrupoli o consumatori fuorvianti in merito ai termini di prestito.

## Vantaggi e critiche

### Tassi di interesse
Uno dei principali vantaggi del prestito peer to peer per i mutuatari è stato ottenere tassi di interesse migliori di quelli offerti dalle banche tradizionali (spesso inferiori al 10 percento). I vantaggi per gli istituti di credito sono rendimenti più elevati di quelli disponibili da un conto di risparmio o da un altro investimento. I tassi di interesse e la metodologia per il calcolo di tali tassi variano tra le piattaforme di prestito peer-to-peer. I tassi di interesse hanno anche una volatilità inferiore rispetto ad altri tipi di investimento.

### Rischio del credito
Il prestito peer-to-peer attira anche i mutuatari che, a causa del loro stato di credito o della loro mancanza, non sono qualificati per i prestiti bancari tradizionali. Poiché il comportamento passato è spesso indicativo di prestazioni future e bassi punteggi di credito correlati ad un'alta probabilità di insolvenza, gli intermediari peer-to-peer hanno iniziato a rifiutare un gran numero di richiedenti e ad addebitare tassi di interesse più elevati a mutuatari più rischiosi che sono approvati. Alcune società di broker istituiscono anche fondi. Ogni mutuatario fornisce un contributo da cui i mutuanti sono ricompensati se un mutuatario non è in grado di rimborsare il prestito.

### Protezione del Governo
A differenza del deposito di denaro nelle banche, i prestatori di servizi peer-to-peer possono scegliere se prestare i propri soldi a mutuatari più sicuri con tassi di interesse più bassi o a mutuatari più rischiosi con rendimenti più elevati. Il prestito peer-to-peer è considerato legalmente come investimento e il rimborso in caso di inadempienza del mutuatario non è garantito dal governo federale (US Federal Deposit Insurance Corporation) allo stesso modo dei depositi bancari.
Una causa per azioni collettive, Hellum v. Prosper Marketplace, Inc. è attualmente pendente presso la Superior Court of California per conto di tutti gli investitori che hanno acquistato una nota sulla piattaforma Prosper tra il 1º gennaio 2006 e il 14 ottobre 2008. I querelanti hanno affermato che Prosper offerto e venduto titoli non qualificati e non registrati, in violazione delle leggi della California e dei titoli federali in quel periodo. I querelanti sostengono inoltre che Prosper ha agito come un broker/rivenditore senza licenza in California. I querelanti stavano cercando la rescissione delle note di prestito, i danni di risarcimento, i danni e le spese degli avvocati. Il 19 luglio 2013 è stata risolta la causa legale collettiva. Secondo i termini dell'accordo, Prosper pagherà $10 milioni ai membri dell'azione di classe.